# پل نقره‌ای
پل نقره‌ای (به انگلیسی: Silver Bridge) یک پل معلق بود که در سال ۱۹۲۸ ساخته شد و نام آن از رنگ آلومینیومی آن برگرفته شد. این پل بر روی رودخانه اوهایو قرار داشت و پوینت پلزنت در ویرجینیای غربی را به کاناگا در اوهایو متصل می‌کرد. در ۱۵ دسامبر ۱۹۶۷ این پل در اوج ساعت ترافیک ریزش کرد و ۴۶ کشته برجای گذاشت که دو نفر از آنان هرگز پیدا نشدند. بررسی‌ها نشان داد که باری که پل تحمل می‌کرد بیش از حدی بود که برای آن طراحی شده بود و همچنین نگهداری از پل ضعیف بوده‌است. این پل با پل یادبود نقره‌ای که کار ساخت آن در سال ۱۹۶۹ به پایان رسید جایگزین شد.

## نگارخانه

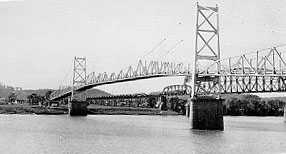
پل نقره‌ای در سال ۱۹۲۸
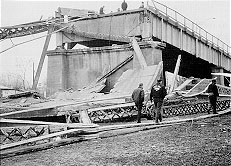
تصویر پل نقره‌ای پس از ویرانی